# Minhwa

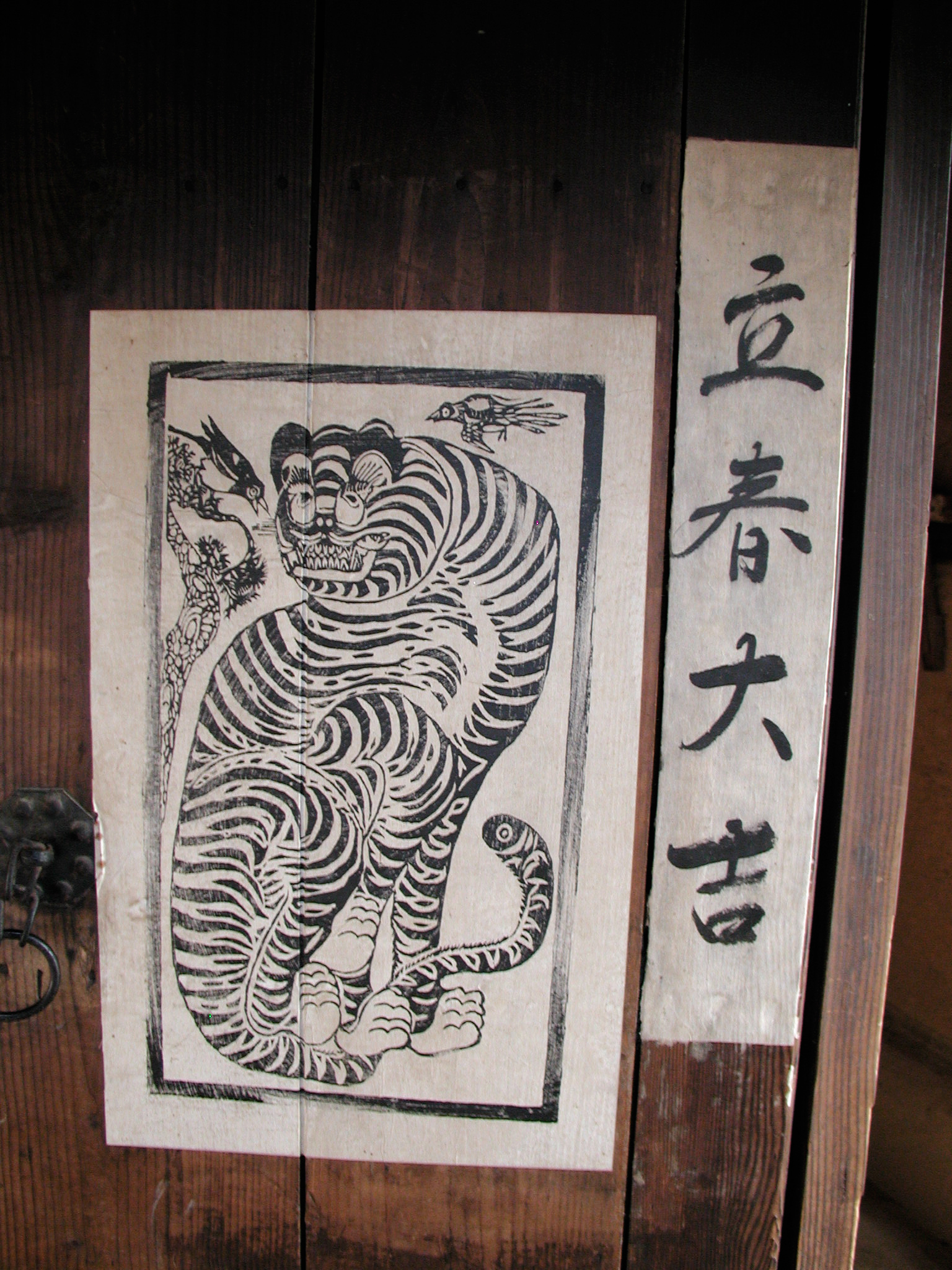
Una representacióm de Minhwa que describe a un tigre. La palabra escrita con los ideogramas en hanja 立春大吉 significa «gran felicidad en la primavera». El Minhwa normalmente se pega en la puerta a fin de llevar buena suerte.

Minhwa (en alfabeto hangul:민화, hanja: 民畵) es un símbolo, signo y representación de la pintura coreana que normalmente representa los objetos de las figuras mitológicas y los animales en el estilo nativo coreano.
Literalmente, la palabra indica "pintura de la gente" o "Pintura popular". Generalmente, el pintor de la pintura no fue conocido, mientras que las obras representan los estilos, géneros tradicionales desde la antigüedad. Como Minhwa tuvo una fama de proteger la casa y la virtud a los habitantes, a la gente le gusta conservar las pinturas de minhwa. No hay límite de sujetos como grulla, piedras, agua, nubes, sol, luna y etc.

## Historia
El Minhwa se ha pintado a lo largo de la dinastía Joseon (1392-1910) pero los aspectos únicos de actualmente minhwa aparecieron en el siglo XVII – 19. Los plebeyos, especialmente de la clase media, tuvieron gran pujanza para representar su riqueza y conservar su cultura contra los nobles. Al confrontar dificultad financiera, los pueblos compraron minhwas.
Como Japón unió a Corea a fuerza, el mercado de minhwa disminuyó dramáticamente. Después de guerra de Corea, minhwa conservaba su primer puesto con popularidad, pero los coreanos empezaron dar atención a minhwa en 1980s, causando renacimiento de minhwa en Corea del Sur. Es que la época de 1970-80s sufrió gran desorden en Corea a lo largo su sociedad y política, especialmente deseos a la democracia. Los artistas representan su participación al arte de Minjung (los pueblos), describiendo unas escenas de campañas a los derechos laborales o danza tradicional con la consigna política. Y lo significa el renacimiento de minhwa en la modernidad.
El gobierno surcoreano ha celebrado series de exhibición en el tema de minhwa en los países extranjeros.

## Temas
A lo largo de la historia coreana, los coreanos generan tipo de pinturas tradicionales. Y minhwa es un tipo destacado de representar la vida diaria, cuentas tradicionales con humor. En este contexto, gran parte de minhwa describe una escena de animales pequeños, como la urraca, que juegan con un tigre o un animal más grande que mismo ellos mismos haciendo sátira política.
El tigre es uno de los temas favoritos en la pintura coreana al ser un animal recurrente en la mitología local y en el área geográfica. Generalmente, es retratado como un ser bonachón y con humor que defiende a las personas justas y ataca a las personas corruptas.
Los objetos de la pintura tienen diferentes significados: por ejemplo, las uvas describen la espera de bebés sanos. y; los diez animales se representan de llevar longevidad incluso tortuga, tigres. En Año Nuevo, estas pinturas se colocan en la puerta de las casas en para atraer la prosperidad y la buena suerte; se cree que el tigre alejará a los espíritus malignos y que la urraca traerá buenas noticias. 

## Pintores
El arte minhwa parece desarrolla su estilo masivamente en el siglo ⅩⅦ. Dice que los pintadores fueron rodeados a lo largo del país y era los plebeyos, a veces en busca de unas festivales locales. En el sitio festivo, los recibieron unas demandas de pintar una figura o símbolo de la región. Basado esta característica, no hay una distinción de gozar de minhwa.
Aunque no muchos se conocen actualmente como los pintadores de minhwa, dos maestras durante Joseon tienen sus famas: Kim Hong-do, Shin Yun-bok. Kim pintó las escenas como deporte tradicional, ssireum, instituto local de aprender letras o obreros. Por otra parte, Shin destaca su capabilidad de describir la vida femenina.

## Característica
Minhwa normalmente incluye la forma de arte folclórico en el posterior de Joseon. Como no hay restricción distinta, las pinturas representan varios aspectos de religión: budismo, confucianismo, chamanismo coreano.
Minhwa usa varios colores más que los tradicionales. Se considera la creación de los de clase media resultaron las obras distintas por imitar estilo nobiliario de Yangban, causando más cambios del arte coreano en ese momento con libertad.
Como otras obras tradicionales, minhwa se pinta en hanji, la página coreana o en seda.

## Galería
- Wikimedia Commons alberga una categoría multimedia sobre Minhwa.

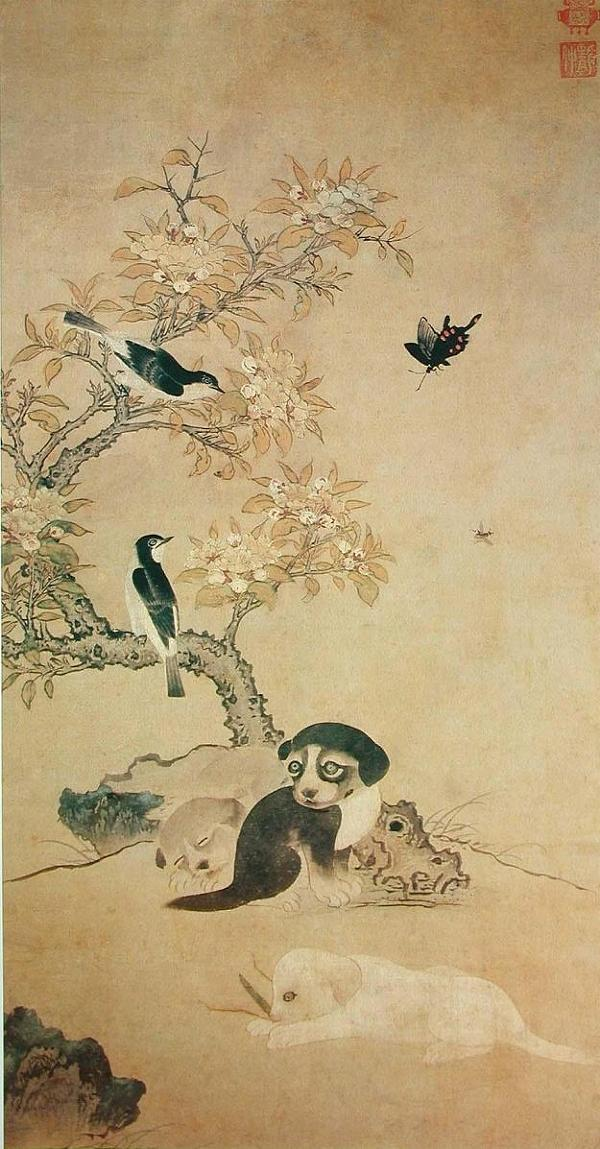
Hwanjogujado (picture of puppies and flowers, birds)
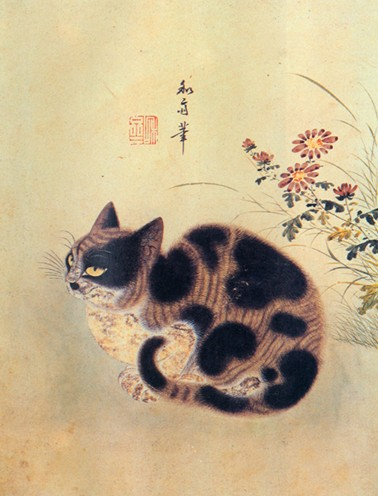
Cat
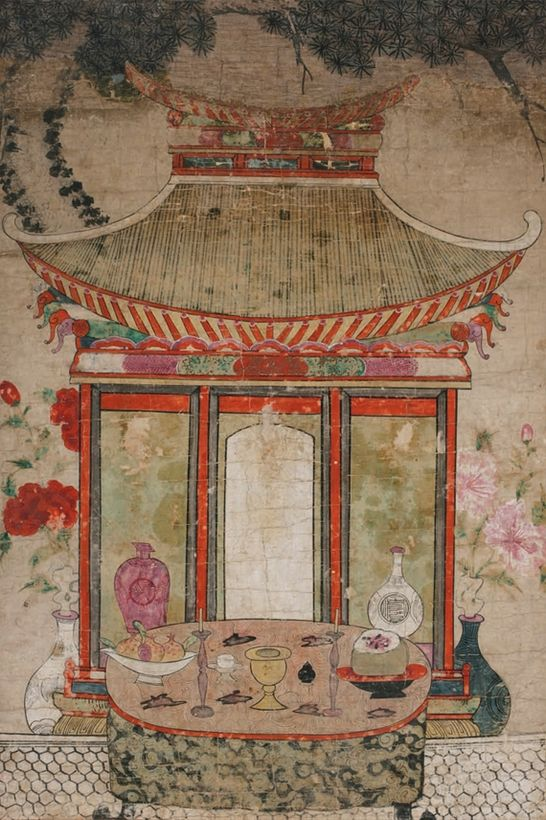
Gammo yeojaedo (감모여제도 感慕如在圖)
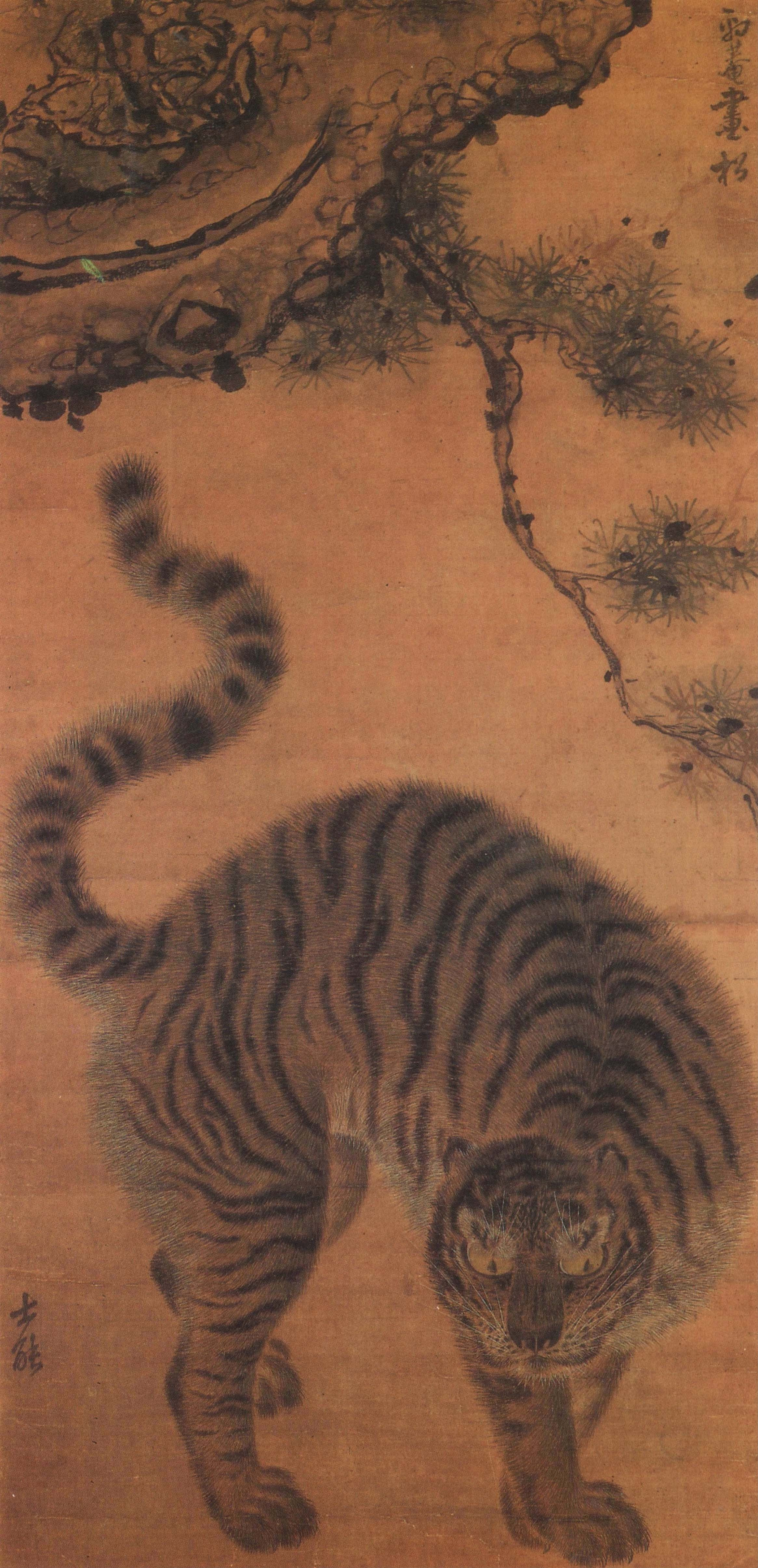
Tiger
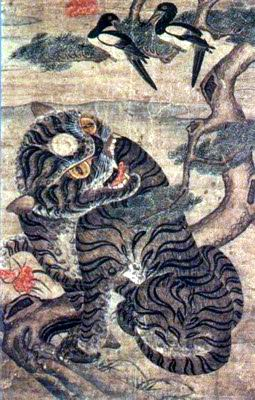
Magpie and tiger
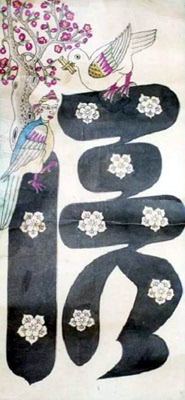
Letter painting: believe" (信)
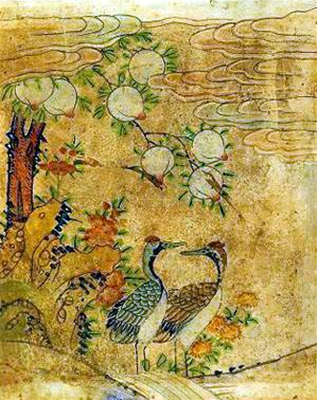
Ssanghak pandodo, literally "picture of two cranes and peaches in Sungyeong", paradise of Korean Taoism
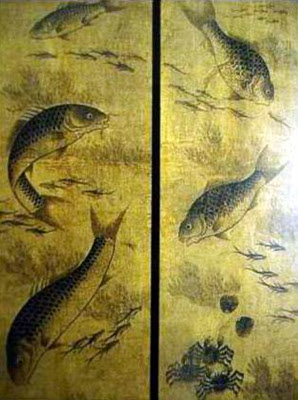
Eohado (picture of fish and crabs)
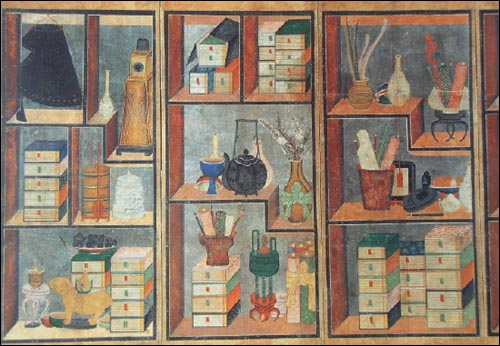
Chaekgeoli
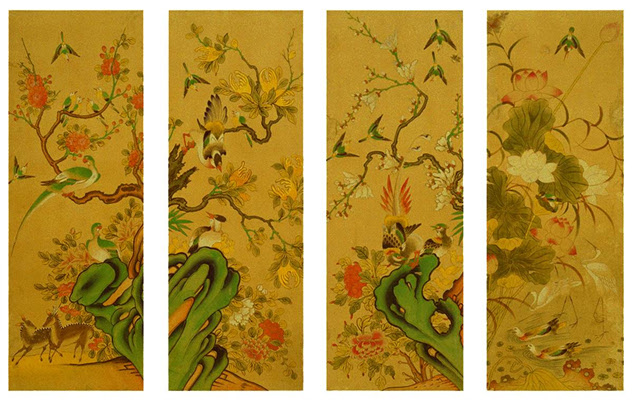
Hwajodo (flowers and birds)
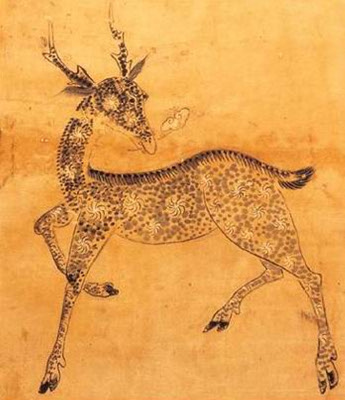
Jangsaeng hwarakdo